# Timarete norvegica
Timarete norvegica är en ringmaskart som först beskrevs av Jean Louis Armand de Quatrefages de Bréau 1866.  Timarete norvegica ingår i släktet Timarete och familjen Cirratulidae. Arten är reproducerande i Sverige. Inga underarter finns listade i Catalogue of Life.